# Plethodon dunni
Plethodon dunni (tên tiếng Anh: Dunn's Salamander) là một loài kỳ giông trong họ Plethodontidae.
Nó là loài đặc hữu của Bắc Mỹ.
Các môi trường sống tự nhiên của chúng là các khu rừng ôn hòa, suối nước ngọt, và vùng nhiều đá. Chúng không có giai đoạn ấu trùng. Thức ăn của chúng là các loài động vật không xương sống cỡ nhỏ.